# 建福帝
建福帝（けんふくてい、キエンフックてい、Kiến Phúc、1869年2月12日 - 1884年7月31日）は、阮朝の第7代皇帝（在位：1883年 - 1884年）。諱は阮福膺登（Nguyễn Phúc Ưng Đăng）、後に阮福膺祜（Nguyễn Phúc Ưng Hỗ）、阮福昊（Nguyễn Phúc Hạo）と改めた。
実子のいなかった嗣徳帝は3人の甥を養子としたが、その中で最年少だったのが建福帝である。養子の中では最も聡明で、嗣徳帝も彼を後継者にしようとしたが、慈裕皇太后（嗣徳帝の母）の反対で実現しなかった。
先代の協和帝が権臣阮文祥・尊室説と対立して毒殺されたあと、15歳で即位したが、建福帝も権臣の専横に不満を抱いていた。そのおり、建福帝は自分の養母である学妃（阮氏香、嗣徳帝の側室）と阮文祥が密通していることに気付き、彼らを処罰しようとした。しかし、それに気付いた阮文祥は先手を打ち、学妃に命じて建福帝が服用している薬に毒を盛らせた。
その2日後、建福帝は在位わずか半年にして16歳で崩御した。弟の咸宜帝が帝位を継いだ。